# 阿富汗帕杰瓦克通讯社
阿富汗帕杰瓦克通讯社（普什圖語：‎，達利語：‎）是阿富汗最大的独立通讯社。    該通訊社总部位于喀布尔，平均每天用英语、普什图语和达里语發表三十多篇报道。阿富汗帕杰瓦克通讯社还向其他的国际通讯社、电视台和广播电台提供照片、视频片段和音频剪辑。 阿富汗帕杰瓦克通讯社完全由阿富汗人拥有和经营，該通訊社自稱不屬於任何政治派别。 